# 아탈란테

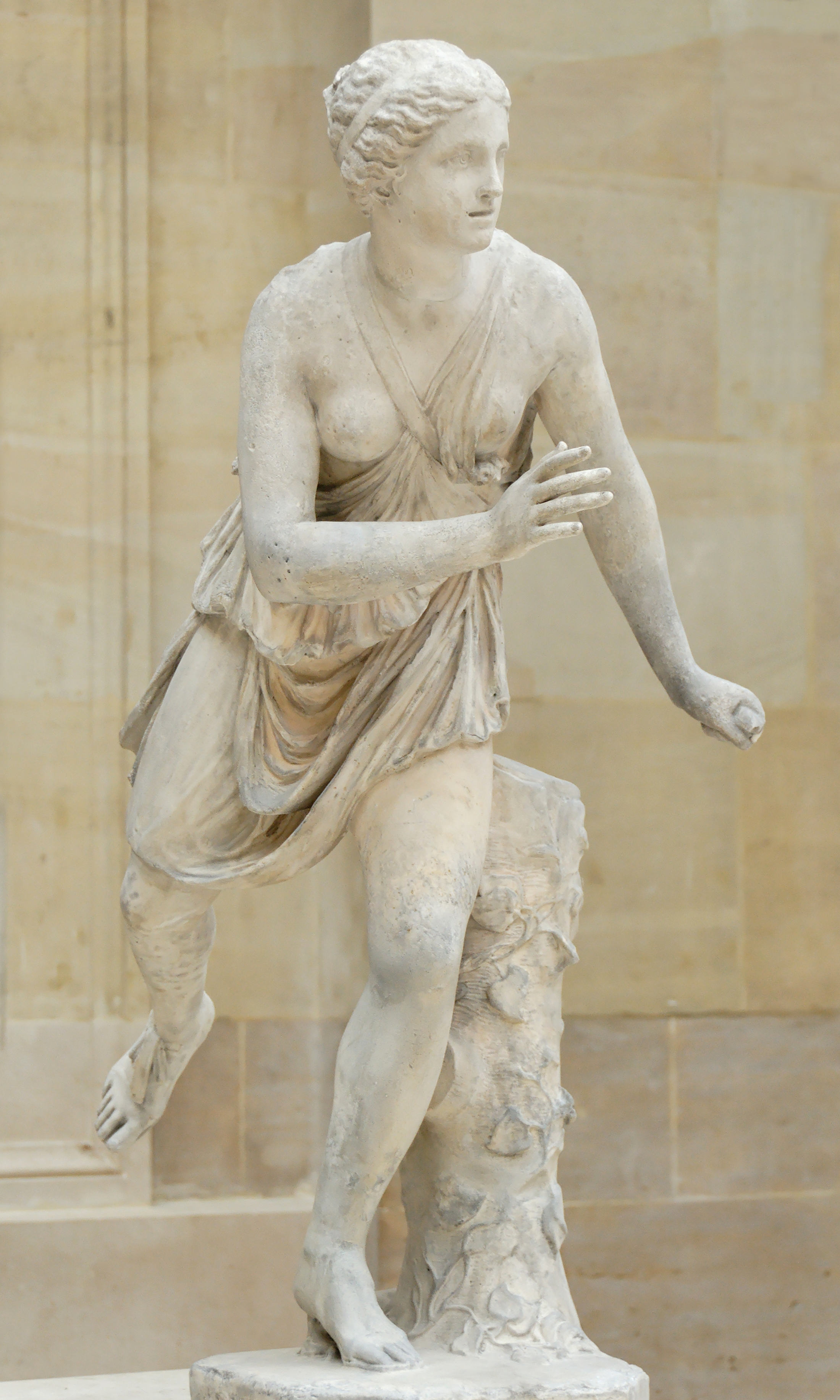
아탈란테

아탈란테(그리스어: Αταλάντη)는 그리스 신화에 나오는 여자 사냥꾼이다. 보이오티아의 왕 스코이네우스, 혹은 아르카디아의 왕 이아소스가 아버지이며, 어머니는 미니아스의 딸 클리메네이다. 아탈란테라는 이름은 ‘남자에 맞먹는 여자’라는 뜻을 가지고 있다.

## 남자와 맞먹는 여걸
자신의 뒤를 이을 수 있는 아들을 원했던 아버지는 딸이 태어나자 깊은 숲 속에 버렸다. 버려진 아탈란테는 여신 아르테미스가 보낸 곰의 젖을 먹으며 살다가 사냥꾼들이 발견하여 그들 사이에서 키워졌다.
후에 아탈란테는 아름다운 처녀 사냥꾼으로 성장하였다. 사냥에 능하며 어떤 영웅들보다 뛰어난 달리기 실력을 가지고 있었고, 자신을 겁탈하려던 켄타우로스 로이코스와 힐라이오스를 화살을 쏘아 죽이기도 하였다. 에피다우로스 지방에는 아탈란테의 샘이라는 곳이 있는데, 사냥 도중 갈증을 느낀 아탈란테가 창으로 바위를 깨어 찾아낸 샘이라 한다.
펠리아스에 의해 이아손이 황금 양털을 찾기 위해 아르고 호의 원정대를 모집할 때, 여자로는 유일하게 아탈란테가 참가하였다. 그녀는 콜키스에서의 전투에서 상처를 입고 메데이아에게 치료를 받았다고도 하고, 남자 동료들 사이의 불화를 이유로 이아손이 그녀의 참가를 거절하였다고도 한다. 아르고 원정대 참가를 거부 당한 아탈란테는 후에 펠리아스를 추모하는 장례 경기에서 아킬레우스의 아버지 펠레우스와의 씨름 승부에서 승리하여 자신의 능력을 과시하였다.

## 칼리돈의 멧돼지 사냥
칼리돈의 왕 오이네우스가 자신에게 제물을 바치지 않은 것에 격분한 아르테미스는 멧돼지를 보내어 칼리돈을 엉망으로 만들었다. 오이네우스는 아들 멜레아그로스에게 그리스 전역에서 영웅들을 모집하여 멧돼지를 사냥하도록 요청하였다. 많은 영웅들이 모인 가운데 아탈란테 또한 멧돼지를 사냥하기 위해 참가하였는데, 멜레아그로스가 그녀를 보고 첫눈에 반하게 되었다.
영웅들이 멧돼지를 사냥하는 것에 고전하는 가운데 아탈란테가 처음으로 멧돼지에게 화살을 명중시켰고, 이어서 멜레아그로스가 멧돼지를 창으로 찔러 죽이는 것에 성공하였다. 멜레아그로스가 전리품인 멧돼지의 가죽을 아탈란테에게 줄 것을 선언하자, 그녀를 질투한 플렉시포스와 톡세우스가 이것에 반대하여 아탈란테가 받은 전리품을 빼앗았다. 격분한 멜레아그로스는 그들이 자신의 어머니의 형제임을 잊고 그들을 죽였다. 이것을 안 멜레아그로스의 어머니 알타이아는 슬퍼하며 멜레아그로스의 목숨이 연결된 나무를 불태워 그를 죽이고 자살하였다. 이것으로 아탈란테와 멜레아그로스의 인연도 끝이 난다.

## 달리기 경주

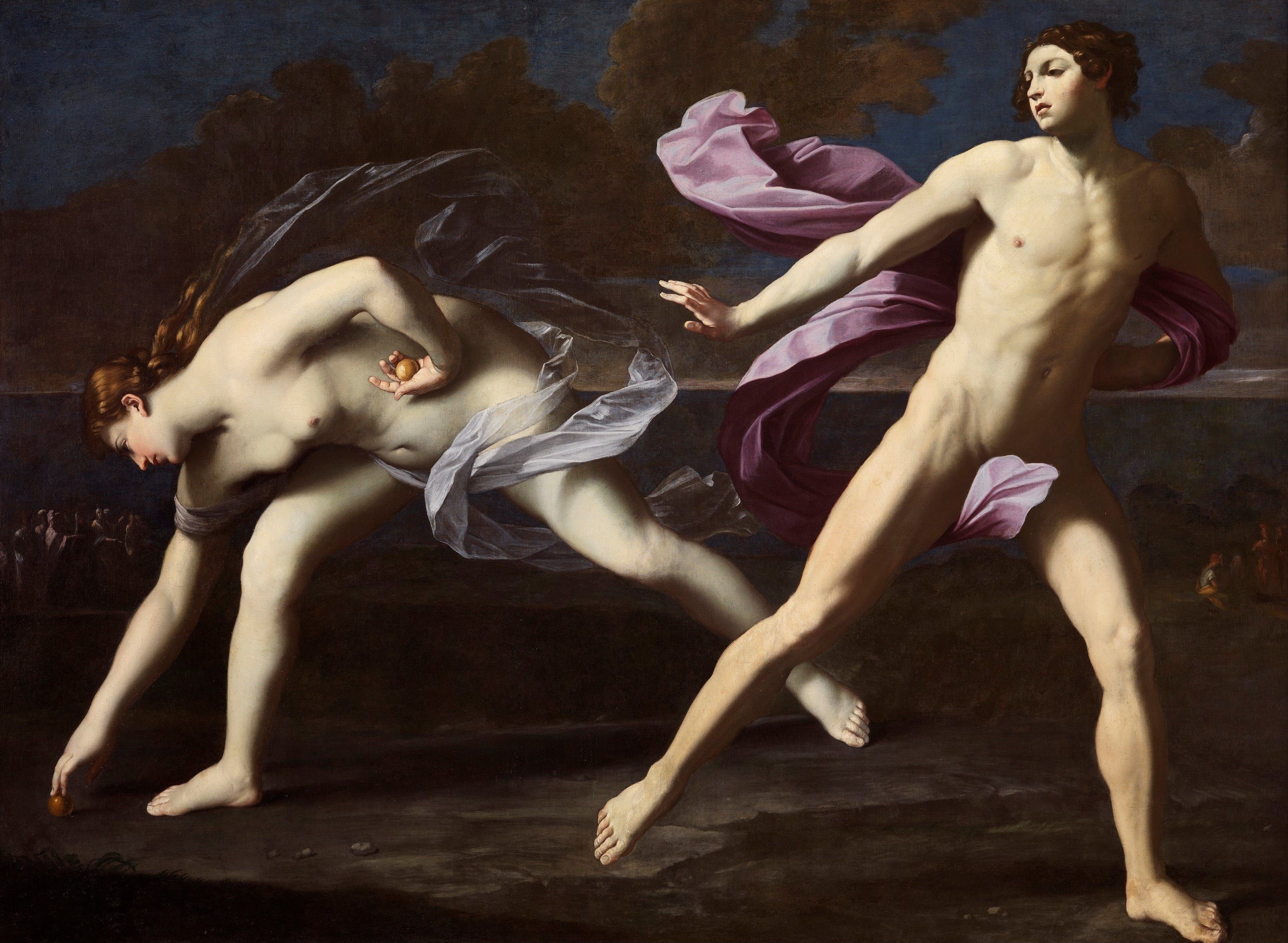
아탈란테와 히포메네스

칼리돈의 멧돼지 사냥으로 아탈란테의 명성이 그리스 전역에 알려지자, 딸을 버렸던 아버지 스코이네우스(이아소스)가 있는 아르카디아 테게아까지 그 소식이 들렸다. 스코이네우스는 아탈란테를 자식으로 인정하고 그녀가 서둘러 결혼하기를 원하였다. 하지만 아탈란테는 결혼하는 것을 거부하였는데, 결혼하면 파멸할 것이라는 신탁이 그 이유였다. 아르테미스에게 처녀로 살 것을 맹세했다거나, 멜레아그로스에 대한 배신이라고 생각했기 때문이라고도 한다.
아탈란테는 어떤 영웅들보다 발이 빠르기로 유명했는데, 이것을 이용해 아버지와 청혼자들의 요구를 물리치기 위하여 자신과 달리기 경주를 하여 이기는 남자와 결혼하겠다고 선언하고, 질 경우에는 목숨을 잃을 것이라는 조건을 걸었다. 많은 남자들이 아탈란테에게 청혼하여 달리기를 겨루었지만 모두 패배하여 목숨을 잃었다. 이 달리기 경주의 심판을 보던 히포메네스도 아탈란테에게 반하여 청혼을 하였다. 보통의 방법으로는 그녀를 이길 수 없다고 판단한 히포메네스는 자신을 사랑에 빠지게 한 아프로디테에게 경주에서 이길 수 있게 해달라고 빌었다. 기도를 들은 아프로디테는 자신의 성소인 키프로스 섬에 있는 황금 사과나무에서 황금 사과 세 개를 따서 히포메네스에게 주며, 경주를 하는 동안 사과를 떨어뜨려 그녀의 관심을 끌도록 하라 가르쳐주었다.
달리기 경주가 진행되는 동안 아탈란테는 히포메네스를 앞지를 때마다 그가 아프로디테에게 기원하며 떨어뜨린 황금 사과를 줍다 경주에서 지게 되었고, 히포메네스는 아탈란테와 결혼할 수 있게 되었다. 둘 사이에서 태어난 아들이 파르테노파이오스로 그 이름 뜻은 ‘처녀의 아이’이다. 그는 나중에 테바이를 공격한 일곱 장수 중 하나가 된다.
한편 함께 사냥을 하던 아탈란테와 히포메네스가 서로 욕정을 느껴 제우스(혹은 레아, 아프로디테)의 신전에서 사랑을 나누어 신을 모독하자, 신전의 주인인 제우스는 노여워 하며 둘을 사자 한 쌍으로 만들어 평생 함께 맺어질 수 없도록 만든다(고대 그리스에서는 사자는 표범과 짝짓기를 한다고 믿고 있었다.). 레아의 경우에는 그녀를 묘사하는 작품에 항상 두 마리의 사자가 그녀를 보좌하고 있다.

## 아탈란테의 혼동에 관한 견해차
아르고호의 원정대에 참가하였고 나중에 칼리돈의 멧돼지 사냥에도 참가한 여걸 아탈란테와 히포메네스의 아내가 되는 아탈란테가 서로 다른 사람이라는 이야기도 있다. 일설에는 양자가 서로 같은 사람이라고도 하고 다른 이야기에서는 서로 다른 사람이라고도 한다.